# Robert Chapatte
Robert Chapatte (* 14. Oktober 1921 in Neuilly-sur-Seine; † 19. Januar 1997 in Paris) war ein französischer Radrennfahrer und Fernsehkommentator. Er ist der Erfinder der Chapatte-Theorie.

## Sportliche Laufbahn
Vor dem Zweiten Weltkrieg war Robert Chapatte in mehreren Sportarten aktiv, unter anderem im Basketball, im Fußball und vor allem in der Leichtathletik. Als Schüler wurde er französischer Meister im 10.000-Meter-Lauf und gewann ein populäres Querfeldeinrennen, das von der Zeitung L’Auto organisiert wurde. Durch seinen Freund Louis Caput, einen Radrennfahrer, kam er zum Radsport.
1944 wurde Chapatte französischer Meister in der Mannschaftsverfolgung der Amateure, gemeinsam mit Roger Rioland, Jean Guégen und André Chassang. Anschließend wurde er Profi und fuhr als solcher zunächst hauptsächlich Zweier-Mannschaftsfahren auf der Bahn. Als „Lokalmatador“ war er in Paris sehr populär und gewann 1944 den Prix Dupré-Lapize und 1945 den Prix Goullet-Fogler, jeweils gemeinsam mit Émile Ignat. Zwischen 1948 und 1952 startete er fünfmal bei der Tour de France; seine beste Platzierung war ein 16. Rang bei der Tour 1949. Aus diesem Anlass war er 1949 der erste Radrennfahrer, der im Fernsehen ein Live-Interview gab.
Ansonsten gewann Robert Chapatte lediglich kleinere Rennen in Frankreich, auch startete er bei fünf Sechstagerennen. Er war bekannt dafür, dass er sich nach Rennen umgehend eine Gauloise ansteckte.

## Journalistischer Werdegang
Nach seinem Rücktritt vom Radsport Ende 1954 wurde Robert Chapatte Sportjournalist. Er schrieb für verschiedene Radsportzeitungen und war im Radio zu hören, bis er ab 1959 auch für das staatliche Fernsehen arbeitete. 1955 kam es durch einen technischen Fehler dazu, dass Chapatte auf dem Konkurrenzsender RTF zu hören war, während Georges Briquet von RTF irrtümlicherweise auf Radio Monte Carlo gesendet wurde, für das eigentlich Chapatte als Kommentator arbeitete. Dadurch wurden die beiden Männer zu Freunden, und Briquet veranlasste Chapatte, zum RTF zu wechseln. Durch diese Radioreportagen gilt Chapatte als Pionier der modernen Berichterstattung von der Frankreich-Rundfahrt.
1968 verließ Chapatte als Folge der Studentenproteste in Frankreich das staatliche Fernsehen, kehrte aber 1975 als Leiter der Sportredaktion von Antenne 2 ins Fernsehen zurück und war bis 1994 als Journalist aktiv. Von 1975 bis 1985 präsentierte er die von ihm entwickelte Sendung Stade 2, die es heute noch gibt. Während der Tour de France 1994 erkrankte Chapatte, dessen Alkoholmissbrauch allgemein bekannt war, ernstlich; sein anschließender Ausspruch: Je me suis endormi à Lourdes et je me suis réveillé à la Pitié. (dt.: Ich legte mich in Lourdes schlafen und wurde im Hôpital de la Salpêtrière wach.) Drei Jahre später starb er nach langer Krankheit.
Auch der Sohn von Robert Chapatte, Dominique Chapatte, ist Sportjournalist.

## Die „Chapatte-Theorie“
Aus seinen Erfahrungen als Fahrer und Kommentator entwickelte Chapatte die Theorie, dass eine Gruppe von Radrennfahrern beim Jagen eines Ausreißers auf zehn Kilometern eine Minute gut mache (Théorème de Chapatte). Dieses „Gesetz“ wird noch heute von Journalisten zitiert, wenn es auch in neuerer Zeit nicht mehr unbedingt zutreffend ist, seitdem Mannschaften ganz gezielt ihre Sprinter nach vorne bringen.

## Ehrungen
1966 wurde Robert Chapatte mit der Medaille der Ehrenlegion und 1978 mit dem Journalistenpreis Prix Henri Desgrange de l'Académie des sports ausgezeichnet.

## Publikationen
- Mit Jacques Augendre: Cyclisme. Technique, entraînement, compétition. Amphora. Paris 1964
- Robert Chapatte: Mes tours de France : Le cyclisme, la télé et moi. 1967
- Mit Jean-Marie Pinçon: Quand claquent les portes. Robert Laffont. Paris 1987. ISBN 978-2-221-05343-0